# Grupo Desportivo Varandinha
El Grupo Desportivo Varandinha es un equipo de fútbol de Cabo Verde, de la localidad de Tarrafal en la isla de Santiago. Juega en el campeonato regional de Santiago Norte.
En la temporada 2016 quedó campeón del campeonato regional, lo que le dio derecho a jugar el campeonato nacional por primera vez, en la que tuvo un buen resultado alcanzado las semifinales del torneo.

## Palmarés
- Campeonato regional de Santiago Norte: 1

2015-16
- GAFT Cup: 1

2016